# Raymond Mondon
Raymond Joseph Mondon (* 8. März 1914 in Ancy-sur-Moselle, Département Moselle (damals Ancy an der Mosel, Landkreis Metz); † 31. Dezember 1970 in Metz, Département Moselle) war ein französischer Politiker, der zwischen 1946 und 1969 Mitglied der Nationalversammlung sowie von 1947 bis zu seinem Tode 1970 Bürgermeister von Metz war. 1955 bekleidete er kurzzeitig die Funktion als Staatssekretär im Innenministerium und er war später von 1969 bis zu seinem Tod Verkehrsminister.

## Leben

### Studium und Zweiter Weltkrieg
Mondon, der aus einer Winzerfamilie stammte, begann nach seiner schulischen Ausbildung am College Saint-Clément de Metz ein Studium der Rechtswissenschaften an der Universität Nancy, das er 1939 abschloss. Mit Beginn des Zweiten Weltkrieges wurde er zum Militärdienst eingezogen und er erlitt während der Besetzung Frankreichs durch die deutsche Wehrmacht 1940 eine Verwundung. Im Anschluss engagierte er sich für die Widerstandsbewegung Résistance und er wurde im Juni 1944 erstmals wegen seiner Aktivitäten von den deutschen Besatzungstruppen verhaftet. Er konnte fliehen und wurde einige Zeit später erneut in Haft genommen, aus der er abermals entkommen konnte. Für seine Verdienste in der Widerstandsbewegung wurde ihm das Croix de guerre, die Médaille de la Résistance sowie das Ritterkreuz der Ehrenlegion verliehen.
Nach der endgültigen Befreiung von Metz am 13. Dezember 1944 kehrte Mondon dorthin zurück und wurde zum Kabinettschef des Präfekten des Département Moselle ernannt. 1945 wurde er zum Mitglied des Stadtrates von Metz gewählt. 

### Vierte Republik

#### Wahl zum Mitglied der Nationalversammlung 1946
Im November 1946 kandidierte er in diesem Département für ein Mandat in der Gesetzgebenden Nationalversammlung auf der Liste der Union démocratique et socialiste de la Résistance (UDSR), einer vom Abgeordneten Alfred Krieger angeführten gaullistischen Vereinigung. Die Liste kandidierte gegen Listen der Parti communiste français (PCF), der Section française de l’Internationale ouvrière (SFIO), der Mouvement républicain populaire (MRP), einer rechten Liste unter Führung der ehemaligen Abgeordneten Alex Wiltzer und Arthur Heid sowie einer Liste der Union Lorraine. Unter der Leitung von Robert Schuman gewann die MRP vier der im Département zu vergebenden Sitze. An zweiter Stelle kam die UDSR mit 60.064 der 247.890 abgegebenen Stimmen und erhielt mit ihren Kandidaten Krieger und Mondon die letzten zwei der sechs zu vergebenden Mandate, während die PCF an dritter Stelle keinen Sitz erhielt.
Im Dezember 1946 wurde Mondon Mitglied des Rentenausschusses (Commission des pensions) sowie Mitglied des Ausschusses für Justiz und Gesetzgebung (Commission de la justice et de la législation), deren Sekretär er wurde. Zugleich wurde er im März 1947 Titularrichter am Obersten Justizgericht (Haute Cour de justice), der zu zwei Dritteln aus Abgeordneten und einem Drittel aus anderen Personen bestand. Daneben war er Vertreter des Rentenausschusses in einer Konsultativkommission für Fragen der Spätheimkehrer. Ferner wurde er im August 1947 Vize-Mitglied im Ausschuss für die Reform der Verwaltung (Commission de la réforme administrative).

#### Erstmalige Wahl zum Bürgermeister von Metz 1947
Im Oktober 1947 wurde Mondon für das am 14. April 1947 von Charles de Gaulle gegründete Rassemblement du peuple français (RPF) erstmals zum Bürgermeister von Metz gewählt und bekleidete dieses Amt mehr als 23 Jahre lang bis zu seinem Tod am 31. Dezember 1970. In dieser Funktion befasste er sich anfangs insbesondere mit dem Wohnungsbau, um Tausende aus Lothringen geflohene Menschen unterzubringen. 
Im Januar 1948 wechselte er als Sekretär in den Innenausschuss (Commission de l’intérieur), dessen Sekretär er im Januar 1950 wurde. Ein Jahr darauf wurde er im Januar 1951 Mitglied des Ausschusses für Wiederaufbau und Kriegsschäden (Commission de la reconstruction et des dommages de guerre).

#### Wiederwahl zum Abgeordneten 1951
Bei den Wahlen vom 17. Juni 1951 war Mondon Spitzenkandidat der RPF-Liste im Département Moselle. Dieses Mal belegte Alfred Krieger den zweiten Listenplatz, während der dritte Listenplatz von einem weiteren Abgeordneten belegt wurde, Jules Thiriet, der im November 1946 auf der MRP-Liste Schumans zum Mitglied der Nationalversammlung gewählt worden war. Die RPF-Liste Mondons kandidierte gegen Liste von PCF, SFIO, Rassemblement des gauches républicaines (RGR) und MRP, wobei SFIO, RGR und MRP ein Wahlbündnis schlossen. Dieses Wahlbündnis erhielt aber weniger Stimmen als Mondons RPF-Liste, die auf 46 Prozent der Stimmen kam, während das von der MRP angeführte Wahlbündnis nur 32 Prozent der Wählerstimmen erhielt. Gleichwohl erhielten beide Listen jeweils drei Abgeordnete.
Nach seinem Wiedereinzug in die Nationalversammlung war Mondon im Sommer 1951 Mitglied von drei Ausschüssen, und zwar für Inneres, für Wiederaufbau und Kriegsschäden sowie für Auswärtige Angelegenheiten (Commission des affaires étrangères). Am 6. März 1952 gehörte er zu den Abgeordneten des RPF, die entgegen der Parteidisziplin die Wahl von Antoine Pinay zum Premierminister ablehnten. Im Juni 1952 trat er aus dem RPF aus und gehörte zu den Mitgründern der Action républicaine et sociale (ARS). In der Folgezeit stand er in Opposition zu den Regierungen der Premierminister Pinay, René Mayer und Joseph Laniel.
Im Januar 1953 wurde er Sekretär des Auswärtigen Ausschusses, der ihn im Juni 1953 zum Mitglied des Koordinierungsausschusses für Fragen der Europäischen Gemeinschaft für Kohle und Stahl (EGKS) benannte. Einen Monat später wurde er im Juli 1953 Mitglied der Enquete-Kommission zur Untersuchung der sogenannten Piaster-Affäre, einem politischen Währungsskandal um den Wechselkurs der Piaster in Französisch-Indochina zum französischen Franc während des Indochinakrieges. Am 28. August 1951 wurde er zudem Vizepräsident des Haute Cour de justice.

#### Staatssekretär im Innenministerium 1955 und Wiederwahl 1956
Am 20. Januar 1955 wurde Mondon von Premierminister Pierre Mendès France zum Staatssekretär im Innenministerium mit der Zuständigkeit für Angelegenheiten der Departements und Kommunen (Secrétaire d’Etat à l’intérieur, chargé des affaires départementales et communales) berufen und damit zum wichtigen Mitarbeiter des damaligen Innenministers François Mitterrand. Dieses Regierungsamt bekleidete er auch in der darauf folgenden, nur sechs Tage amtierenden Regierung von Premierminister Christian Pineau bis zum 23. Februar 1955.
Bei den Wahlen zur Nationalversammlung traten im Département Moselle am 2. Januar 1956 Kandidaten auf neun Listen an. Neben den Liste der großen Parteien bewarben sich Kandidaten auf zwei poujadistischen Listen sowie auf einer unabhängigen sozialistischen Liste. Mondon war Spitzenkandidat der vom Centre national des indépendants et paysans (CNIP) angeführten Liste, während sein bisheriger Zweitplatzierter Alfred Krieger dem Gaullismus treu blieb, und Spitzenkandidat der Liste der Républicains sociaux wurde. Mondon propagierte im Wahlkampf die Reform der Verfassung von 1946 und forderte dabei unter anderem die Auflösung der Nationalversammlung nach zwei Regierungskrisen innerhalb eines Jahres, die Wahl in das Arrondissement, die Verteidigung der Union française sowie die Fortsetzung der europäischen Integration durch die Einbeziehung Großbritanniens. Daneben befasste er sich im Wahlkampf mit lokalen Themen wie der Regelung der Kriegsschäden und der Grenzstreitigkeiten sowie dem Status der Schulen. Zu den Wahlen wurden schließlich drei Listenverbindungen eingegangen, und zwar ein poujadistisches Bündnis, ein Bündnis der Front républicain, welches aus Sozialisten, Radikalen und Neo-Gaullisten bestand, sowie ein Mitte-Rechts-Wahlbündnis, das aus MRP und CNIP bestand. Dieses letzte Wahlbündnis erreichte die absolute Mehrheit sowie alle im Département zu vergebenden Mandate. Mit 22,7 Prozent der abgegebenen Stimmen konnte die CNIP mit Mondon, Jules Thiriet und Hippolyte Ramel drei Abgeordnete stellen.
Im Anschluss wurde Mondon im Januar 1956 sowohl Mitglied des Ausschusses für parlamentarische Immunität (Commission des immunités parlementaires) als auch erneut des Auswärtigen Ausschusses, dessen Sekretär er im Februar 1956 sowie dessen Vizepräsident er schließlich im Oktober 1957 wurde. Daneben wurde er im Frühjahr 1956 als Vizepräsident des für Verfassungsangelegenheiten zuständigen Haute Cour de justice bestätigt.
Im Herbst 1958 stimmte Mondon für die von Charles de Gaulle vorgeschlagenen Verfassungsreformen, die zur Ratifizierung der Verfassung der Fünften Französischen Republik am 4. Oktober 1958 und der damit verbundenen Gründung der Fünften Französischen Republik am 5. Oktober 1958 führten.

### Fünfte Republik

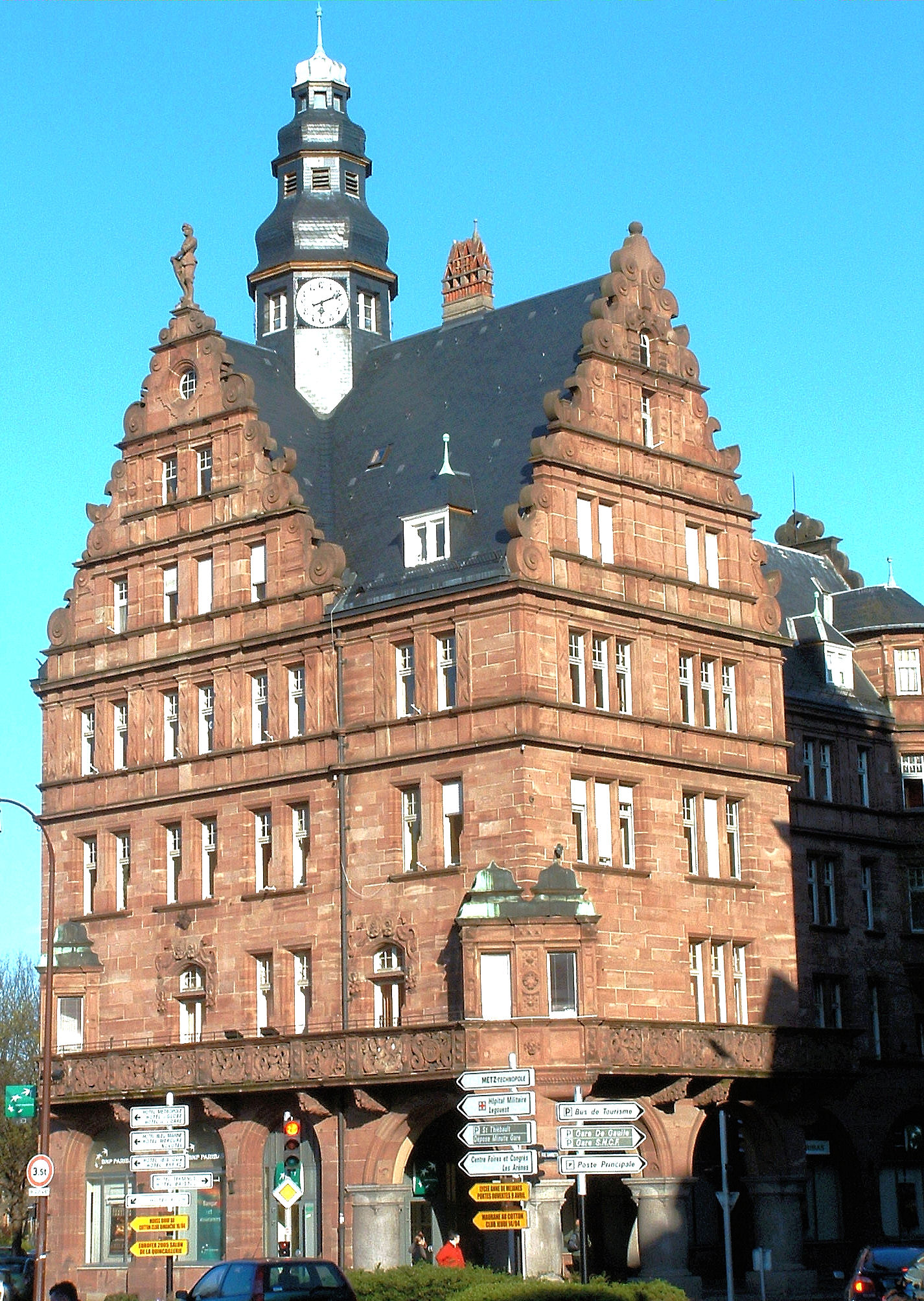
Das Metzer Zünftehaus befindet sich an dem nach ihm benannten Place Raymond Mondon in Metz

Bei den ersten Wahlen der Fünften Französischen Republik wurde Mondon als Kandidat der Indépendants et paysans d’action sociale (IPAS) im ersten Wahlkreis des Département Moselle wieder zum Abgeordneten gewählt. Während seiner Amtszeit als Bürgermeister wurde es durch die Moselkanalisierung in den Jahren 1958 bis 1964 möglich, über eine Wasserstraße von Metz den Rhein zu erreichen. 1961 fusionierte Metz mit den benachbarten Gemeinden Borny, Magny und Vallières-lès-Metz, so dass die Einwohnerzahl von Metz 1962 auf 102.771 anstieg.
Bei den anschließenden Wahlen am 18. November 1962, 12. März 1967 und 23. Juni 1968 wurde Mondon jeweils als Kandidat des 1962 von Valéry Giscard d’Estaing gegründeten Comité d'études et de liaison des Républicains indépendants beziehungsweise der 1966 daraus hervorgegangenen Fédération nationale des républicains et indépendants (FNRI) im ersten Wahlkreis des Département Moselle zum Mitglied der Nationalversammlung gewählt.
Am 20. Juni 1969 wurde Mondon von Premierminister Jacques Chaban-Delmas zum Verkehrsminister (Ministre des transports) in dessen Kabinett berufen und bekleidete dieses Ministeramt bis zu seinem Tod am 31. Dezember 1970.
Sein Nachfolger als Verkehrsminister wurde daraufhin am 7. Januar 1970 Jean Chamant, von dem er dieses Amt zuvor übernommen hatte, während sein Nachfolger als Bürgermeister von Metz Jean-Marie Rausch wurde.
Ihm zu Ehren wurde in Metz der Place Raymond-Mondon benannt, an dem sich mit dem Zünftehaus (Hôtel des Arts et Métiers) eines der historischen Bauwerke von Metz befindet.